# ジェイ・カークパトリック
レスター・ジェイ・カークパトリック（Lester Jay Kirkpatrick、1969年7月10日 - ）は、アメリカ合衆国・フロリダ州キーウェスト出身の元プロ野球選手（捕手、一塁手）。右投左打。
CPBLでの登録名は怪力男。中華職業棒球大聯盟（台湾プロ野球）史上初の打撃三冠王達成者である。

## 経歴
ノースカロライナ州ファイエットビルのメソジスト大学に在学中、1991年のMLBドラフト33巡目（全体871位）でロサンゼルス・ドジャースから指名を受け、入団。
ドジャース傘下のマイナーリーグでは1997年までプレーし、最高で傘下AAA級アルバカーキ・デュークスまで昇格したが、メジャー昇格は果たせなかった。最終年となる1997年は傘下AA級サンアントニオ・ミッションズで62試合に出場し打率.261、8本塁打、42打点の成績を残していた。
1998年、中華職業棒球大聯盟（台湾プロ野球）の興農ブルズに入団。同年は3・5・9月の3度月間MVPを受賞するなど活躍を見せ、最終的にレギュラーシーズンは104試合に出場して打率.387（354打数137安打）、31本塁打、101打点、OPS1.248の圧倒的な打撃成績を記録。首位打者・本塁打王・打点王の三冠に加えて最多安打のタイトルも獲得し、打撃四冠王を達成した。
しかし、興農が進出した同年の台湾シリーズにおいて対戦相手となった味全ドラゴンズの投手コーチだった陽介仁（陽岱鋼の叔父）の分析によって内角球を弱点とすることが判明し、シリーズでも味全の正捕手葉君璋が徹底した内角攻めを行ったことで急失速。シリーズでは打率.071に終わり、興農も同年の年間王者を逃す結果となった。それでも、シーズン終了後には同年の最優秀選手・ベストナイン（一塁手部門）のタイトルを受賞した。
翌1999年も引き続き興農に在籍したが、前年ほどの成績を残すことはできなかった。最終的に42試合に出場して打率.235、3本塁打、14打点の成績に終わり、シーズン途中に興農を退団。
興農退団後は米国に戻り、米独立リーグのノーザンリーグに加盟していたスーシティ・エクスプローラーズとダルース・スペリオル・デュークスの2チームで2001年までプレーを続け、同年限りで現役を引退した。
引退後はスーシティ・エクスプローラーズの守備コーチ（2002年）を経て、2003年より同チームの監督に就任。2004年シーズンまでの2シーズンに渡って指揮を執ったが両年ともシーズン負け越しに終わり、2004年限りで監督を退任した。

## 選手としての特徴
オープンスタンスで構える打撃フォームだったが、内角球の対応を弱点としていた。前述のように興農に入団した1998年のレギュラーシーズンこそ圧倒的な成績を残したものの、同年ポストシーズンで弱点が露見して以降は思うような成績を残せずに終わった。
カークパトリックが1998年に残した打率・打点・本塁打の記録はいずれも当時のCPBL史上最高記録（本塁打のみ1996年のルイス・イグレシアスに並ぶタイ記録）であり、打率・打点の記録はいずれもその後約10年間更新されなかったほか、同年に記録した99四死球（うち敬遠四球32個）とOPS1.248は2024年現在でも更新されていないCPBL史上最高記録である。

## 詳細情報

### 年度別打撃成績
| 年 度     | 球 団     | 試 合 | 打 席 | 打 数 | 得 点 | 安 打 | 二 塁 打 | 三 塁 打 | 本 塁 打 | 塁 打 | 打 点 | 盗 塁 | 盗 塁 死 | 犠 打 | 犠 飛 | 四 球 | 敬 遠 | 死 球 | 三 振 | 併 殺 打 | 打 率 | 出 塁 率 | 長 打 率 | O P S |
| --------- | --------- | ----- | ----- | ----- | ----- | ----- | -------- | -------- | -------- | ----- | ----- | ----- | -------- | ----- | ----- | ----- | ----- | ----- | ----- | -------- | ----- | -------- | -------- | ----- |
| 1998      | 興農      | 104   | 457   | 354   | 78    | 137   | 23       | 3        | 31       | 259   | 101   | 0     | 0        | 0     | 4     | 65    | 32    | 2     | 82    | 12       | .387  | .516     | .732     | 1.248 |
| 1999      | 興農      | 42    | 172   | 145   | 16    | 34    | 5        | 0        | 3        | 48    | 14    | 0     | 0        | 0     | 0     | 26    | 2     | 1     | 43    | 2        | .235  | .355     | .331     | .686  |
| 通算：2年 | 通算：2年 | 146   | 597   | 499   | 94    | 171   | 28       | 3        | 34       | 307   | 115   | 0     | 0        | 0     | 4     | 91    | 34    | 3     | 125   | 14       | .343  | .444     | .615     | 1.059 |

- 各年度の赤太字はリーグ歴代最高、太字はリーグ最高

### タイトル
CPBL
- 首位打者：1回（1998年）
- 最多本塁打（全塁打王）：1回（1998年）
- 最多打点（打点王）：1回（1998年）
- 最多安打（安打王）：1回（1998年）

### 表彰
CPBL
- 最優秀選手：1回（1998年）
- ベストナイン：1回（一塁手部門：1998年）
- 月間MVP：3回（野手部門：1998年3・5・9月）

### 背番号
- 45（1998年 - 1999年）